# Galopeira (álbum)
Galopeira é o álbum de estreia da dupla sertaneja brasileira Chitãozinho & Xororó, lançado em 1970 pela Copacabana. A música que mais se destaca é a própria "Galopeira", que anos depois seria regravada, se tornando um dos sucessos da dupla até hoje. Apesar deste ser considerado o primeiro álbum oficial da dupla, outro álbum foi lançado anterior a este, Moreninha Linda, em 1969.

## Faixas
| N.º | Título                  | Compositor(es)                                | Duração |  |
| 1.  | "Galopeira (Galopera)"  | Mauricio Cardoso Ocampo (versão: Pedro Bento) | 3:13    |  |
| 2.  | "Grande Paixão"         | Tony Carlos / Dorinho                         | 2:27    |  |
| 3.  | "Preto e Branco"        | Moacir dos Santos / Sulino                    | 3:07    |  |
| 4.  | "Saudade dos Canoeiros" | Modesto Gadotti / Bié                         | 2:46    |  |
| 5.  | "Revivendo"             | Cantineiro / Carapó                           | 2:39    |  |
| 6.  | "Amor Não é Brinquedo"  | Nonô Basílio                                  | 2:17    |  |
| 7.  | "Ciranda do Amor"       | J. Garcia                                     | 2:19    |  |
| 8.  | "Rainha do Paraná"      | Nízio                                         | 3:36    |  |
| 9.  | "Meu Tormento"          | Rivail                                        | 2:34    |  |
| 10. | "Tocando a Boiada"      | Mário Lima / Waldemar Segur                   | 2:22    |  |
| 11. | "Canto do Rouxinol"     | Zé do Rancho                                  | 2:21    |  |
| 12. | "Rosa Malvada"          | Fronteiriça                                   | 2:42    |  |